# Zwischenzeugnis
Ein Zwischenzeugnis ist eine vom Arbeitgeber erstellte Urkunde über ein Dienstverhältnis. Auch Halbjahreszeugnisse in der Schule werden häufig als Zwischenzeugnis bezeichnet.

## Deutschland
Ein Arbeitnehmer kann bei ungekündigter Stellung vom Arbeitgeber ein sogenanntes Zwischenzeugnis verlangen, wenn dies tarif- oder arbeitsvertraglich vereinbart wurde oder er ein berechtigtes Interesse daran hat. Dies kann z. B. der Fall sein, wenn der Arbeitgeber eine Kündigung bereits in Aussicht gestellt hat, der Arbeitnehmer sich anderweitig bewerben will, oder er beabsichtigt, eine Fort- oder Weiterbildungseinrichtung zu besuchen und die Aufnahme von einem Zwischenzeugnis abhängig ist oder aber bei einer Betriebsveräußerung. Bei Versetzung in eine andere Abteilung, bei einem Wechsel des Vorgesetzten oder vor einer längeren Arbeitsunterbrechung (z. B. Wehr- oder Zivildienst, Elternzeit) kann der Mitarbeiter zumindest eine Zwischenbeurteilung einfordern.
Für Form und Inhalt des Zwischenzeugnisses gelten die allgemeinen Grundsätze eines Arbeitszeugnisses. Wenn bereits ein zukünftiges Ausscheidungsdatum feststeht, wird kein Zwischenzeugnis, sondern ein „Vorläufiges (Abschluss-)Zeugnis“ ausgestellt.

## Österreich
In Österreich hat ein Arbeitnehmer jederzeit Anspruch auf ein Dienstzeugnis und er kann auch während des Dienstverhältnisses ein Zwischenzeugnis ohne Angabe von Gründen, jedoch auf eigene Kosten, verlangen.

## Schweiz
Ein Arbeitnehmer kann jederzeit ein Arbeitszeugnis verlangen.